# Полена Трокија (Напуљ)
Полена Трокија (итал. Pollena Trocchia) је насеље у Италији у округу Напуљ, региону Кампанија.
Према процени из 2011. у насељу је живело 11880 становника. Насеље се налази на надморској висини од 168 м.

## Становништво
| 1931. | 1936. | 1951. | 1961. | 1971. | 1981. | 1991.  | 2001.  | 2011.  |
| ----- | ----- | ----- | ----- | ----- | ----- | ------ | ------ | ------ |
| 3.861 | 4.152 | 5.349 | 5.385 | 6.483 | 8.661 | 12.216 | 13.326 | 13.514 |